# Chinú
Chinú es un municipio del departamento de Córdoba, Colombia. Ubicado al nordeste del departamento, cerca al litoral Caribe colombiano. Es uno de los asentamientos más antiguos del país. Limita al norte con el departamento de Sucre (municipio de Sampués), al sur con el municipio de Sahagún, al oeste con Ciénaga de Oro y San Andrés de Sotavento, y al este con el departamento de Sucre (municipios de San Benito Abad, El Roble y La Unión). Dista de Montería, la capital departamental, 94 km y 27 km de Sincelejo, capital del departamento de Sucre, con el cual se une por medio de la carretera Troncal de Occidente.

## División Político-Administrativa
Además de su Cabecera municipal. Chinú tiene bajo su jurisdicción los siguientes Centros poblados:
- Aguas Vivas
- Andalucía
- Bajo de Piedra
- Cacaotal
- Carbonero
- El Deseo
- El Tigre
- Flechas Sabanas
- Flechas Sevilla
- Garbado
- Heredia
- La Panamá
- La Pilona
- Las Jarabas
- Lomas de Piedra
- Los Algarrobos
- Los Ángeles
- Nuevo Oriente
- Pajonal
- Paraíso
- Pisa Bonito
- Retiro de Los Pérez
- San Mateo
- San Rafael
- Santa Fe
- Santa Rosa de Lima
- Tierra Grata
- Villa Fátima

ᛜ Dato curioso:
1. Donde se asienta el centro poblado: Carbonero, fue el sitio de fundación original de San Benito Abad.

## Historia
El lugar donde hoy se asienta el municipio de Chinú estaba habitado en el periodo precolombino por los indios zenú o urabaes; ellos habían dado a las sabanas y la región circundante el nombre indígena de «Mexión» o «Mohicón» y habían alcanzado un elevado grado de desarrollo político y social. Manejaban de manera regular la orfebrería, la cerámica y las artes manuales y se habían organizado eficientemente en tres grandes cacicazgos a saber Finzenú, Panzenú y Zenufana. 
La región donde está asentada Chinú estaba dentro del primer cacicazgo y en sus inmediaciones estaba ubicada la capital del Finzenú, gobernada por la cacica Tota. Al parecer esta capital además de ser un gran centro político también era un lugar religioso de alto nivel, hasta esa aldea precolombina eran llevados los cadáveres de los caciques zenúes de todas las comarcas y eran enterrados con todas sus riquezas en oro y sobre ellos se colocaba un gran tumulto de tierra y se sembraba un árbol, generalmente Ceiba, para señalar la tumba y sobre cuyas ramas se colgaban campanas de oro. Había también cerca de este poblado un templo con ídolos de maderas forrados con láminas oro, hasta donde llegaban peregrinaciones de indios a depositar ofrendas en oro.
Los cronistas de indias sostienen que en esa campaña las huestes españolas sacaron fabulosas cantidades de oro que se extendió el dicho «Desgraciado el Pirú, si se descubre el Sinú». En efecto Pedro de Heredia logró rescatar del territorio Finzenú una cantidad de oro superior a la que sacarán Hernán Cortés en México, o Pizarro en el Perú. 
Chinú fue fundado el 24 de enero de 1534 por y Alonso de Heredia constituido administrativamente como San Rafael de Chinú el 22 de noviembre de 1776 por Don Antonio de la Torre y Miranda.

## Geografía

### Ubicación
El municipio de Chinú se extiende, en un área de 624 km², al norte del departamento de Córdoba sobre una llanura suavemente ondulada denominada sabanas, con las últimas estribaciones de la serranía de San Jacinto, siendo su punto más alto el Monte Santa Inés (126 m s. n. m.), cerca a los límites con Sampués. También sobresale el cerro Cortejón (115 m s. n. m.). La cabecera municipal, por su parte se encuentra a 103 m s. n. m.

### Hidrografía
La hidrografía del municipio está regado por arroyos de poco caudal que se abastecen en la época de lluvias. Estos irregulares cursos de aguas desembocan a dos cuencas hidrográficas: La del Río Sinú, cuyo principal afluente es el arroyo Mochá y la cuenca del bajo río San Jorge, cuyo principal arroyo es el Canoas, Carranzó, Perico. Otros arroyos de importancia son El Membrillal, Mico, Nuevo y un cuerpo de agua estacionario como es la Ciénaga del Orozco. Para el abastecimiento de agua, Chinú cuenta con pozos profundos que han surtido desde la antigüedad a sus habitantes con pozos artesianos que se conocieron en el pasado como «Molina», «Arroyo Grande», «Salguero», «El Retiro», entre otros que fueron declarados como patrimonio cultural y ecológico del municipio de Chinú. Para surtir de agua a sus habitantes el municipio suscribió un convenio con la empresa AGUAS DE LA SABANA S.A. E.S.P. (ADESA), para explotar el precioso líquido a través de pozos profundos. Chinú presenta un clima tropical, con una temperatura media de 32 °C.

### Flora
A pesar de la deforestación del hombre de Chinú, todavía se observan en el Municipio pequeñísimas áreas de bosques plantados con especies comercialmente valiosas como el Roble, Cedro, la Tolúa, la teca y la Ceiba. También se observa en los límites de los predios separaciones con cercas vivas formadas por Matarratón, Uvito y Totumo. En los nacimientos de los arroyos y a lo largo de sus cauces se observan pequeños bosques de galerías formados por especies tales como: El Hobo, Dividivi, Palma amarga, Roble, Campano, Caña guadua , Caña flecha, Caña forrajera, Corozo, Camajón, Indio encuero, Caracolí, Peronillo, Santa cruz, Guásimo, Marañón y Carbonero.
También se encuentran en el Municipio cultivos transitorios, permanentes y de subsistencia como la yuca, el maíz, ñame, plátano, arroz, hortalizas y fríjol. Además de árboles frutales como el Mango, el marañón, la Guayaba, la Patilla, la Guanábana, el Anón, la Papaya y cítricos como, la Maracuyá, la Naranja y el Limón.

## Economía
Su vocación es la fabricación del calzado artesanal con variedad de modelos de vanguardia los cuales son distribuidos y comercializados a nivel nacional e internacional, es un comercio que sigue en crecimiento, ya que no está industrializado. Cuenta con estaciones y subestaciones de energía eléctrica para la zona norte y algunas partes del interior de Colombia, así mismo hay parques fotovoltaicos y diferentes proyectos del sector energético en ejecución. Zonas con exploración y explotación de gas natural y como casi todo el Departamento cultivos importantes: ñame, ajonjolí. Es un Municipio de gran integración comercial y financiera con Sincelejo, ciudad de la que dista 20 minutos. Llama la atención la importancia del capital accionario de Chinú en la Cooperativa Transportadora Torcoroma, con sede en Sincelejo, mayoría cercana al 65%. 

## Demografía
En cuanto a su población de Chinú posee según el censo de 2023 de 51.195 habitantes, de los cuales 25.169 viven en la cabecera y el resto en las zonas rurales. En 1993 el mismo municipio registraba 33.8821 habitantes, de los cuales 15.763 vivían en el casco urbano. Existe un considerable porcentaje de habitantes que pertenecen a la etnia indígena Zenú (31 % de la población) y un 3% son afrodescendientes. La tasa de alfabetismo es de 85 %.

## Servicios públicos
- Energía Eléctrica: Afinia, del grupo EPM, es la empresa prestadora del servicio de energía eléctrica.
- Gas Natural: Surtigas es la empresa distribuidora y comercializadora de gas natural en el municipio.